# Eduardo Malaspina
Eduardo Malaspina (Tabatinga, 12 luglio 1967) è un vescovo cattolico brasiliano, dal 28 dicembre 2022 vescovo di Itapeva.

## Biografia
È nato a Tabatinga, nella microregione di Alto Solimões e diocesi di São Carlos, il 12 luglio 1967. Figlio di Odino ed Ivonete Alves de Souza, è il secondo di tre figli.

### Formazione e ministero presbiterale
Ha compiuto gli studi di filosofia presso il seminario diocesano di São Carlos, dal 1985 al 1987, e quelli teologici presso la Pontifícia Universidade Católica de Campinas, tra il 1988 e il 1991. Ha conseguuito la licenza in scienze della comunicazione presso l'Università Pontificia Salesiana in Roma. Ha completato gli studi in giornalismo presso l'università Sagrado Coração in Bauru dal 2001 al 2004 e quelli in teologia pastorale presso la facoltà di teologia Nossa Senhora da Assunção dal 2009 al 2012.
È stato ordinato presbitero il 13 dicembre 1991 per la diocesi di São Carlos.
Dopo l'ordinazione sacerdotale è stato nominato nel 1992 vicario parrocchiale presso la parrocchia Nossa Senhora do Patrocínio in Jaú e successivamente amministratore parrocchiale presso la parrocchia Nossa Senhora Aparecida in Américo Brasiliense dal 1992 al 1999. Successivamente è stato nominato nel 2000 segretario per la pastorale della diocesi di São Carlos e coordinatore diocesano per la pastorale fino al 2008. È stato poi nominato rappresentante degli anziani della diocesi di São Carlos e professore per il seminario propedeutico della diocesi di São Carlos e per il seminario diocesano di filosofia, e nominato cancelliere della diocesi di São Carlos nel 2013.
Nel 2001 è stato nominato parroco presso la parrocchia São Nicolau de Flüe in São Carlos e nel 2017 è stato nominato vicario generale diocesano.
Inoltre, nella propria diocesi di appartenenza, è stato membro del consiglio presbiterale e del collegio dei consultori.

### Ministero episcopale
Il 7 marzo 2018 papa Francesco lo ha nominato vescovo titolare di Pupiana ed ausiliare di São Carlos; ha ricevuto l'ordinazione episcopale il 1º maggio successivo, presso la cattedrale di São Carlos, per l'imposizione delle mani del vescovo di São Carlos Paulo Cezar Costa, co-consacranti José Antônio Aparecido Tosi Marques, arcivescovo metropolita di Fortaleza, e Francisco Carlos da Silva, vescovo di Lins. Successivamente, dopo la nomina di Paulo Cezar Costa ad arcivescovo metropolita di Brasilia, il 14 dicembre 2020 è stato nominato amministratore diocesano di São Carlos, ruolo che ha mantenuto fino al 18 dicembre 2021. In diocesi ha ricoperto il ruolo di vicario generale dal 2021 fino al suo trasferimento.
Il 28 dicembre 2022 è stato trasferito alla sede vescovile di Itapeva; ha preso possesso della diocesi l'11 febbraio 2023.
Inoltre, è presidente della Commissione pastorale liturgica della Conferenza episcopale regionale Sul 1 della Conferenza nazionale dei vescovi del Brasile.

## Genealogia episcopale
La genealogia episcopale è:
- Cardinale Scipione Rebiba
- Cardinale Giulio Antonio Santori
- Cardinale Girolamo Bernerio
- Arcivescovo Galeazzo Sanvitale
- Cardinale Ludovico Ludovisi
- Cardinale Luigi Caetani
- Cardinale Ulderico Carpegna
- Cardinale Paluzzo Paluzzi Altieri degli Albertoni
- Papa Benedetto XIII
- Papa Benedetto XIV
- Papa Clemente XIII
- Cardinale Bernardino Giraud
- Cardinale Alessandro Mattei
- Cardinale Pietro Francesco Galleffi
- Cardinale Giacomo Filippo Fransoni
- Cardinale Carlo Sacconi
- Cardinale Edward Henry Howard
- Cardinale Mariano Rampolla del Tindaro
- Cardinale Rafael Merry del Val
- Arcivescovo Duarte Leopoldo e Silva
- Arcivescovo Paulo de Tarso Campos
- Vescovo Ruy Serra
- Vescovo José de Aquino Pereira
- Cardinale Orani João Tempesta
- Cardinale Paulo Cezar Costa
- Vescovo Eduardo Malaspina